# Pick City
Pick City è un centro abitato (city) degli Stati Uniti d'America, situato nella Contea di Mercer, nello Stato del Dakota del Nord. Nel censimento del 2000 la popolazione era di 166 abitanti. La città è stata fondata nel 1946.

## Geografia fisica
Secondo i rilevamenti dell'United States Census Bureau, la località di Pick City si estende su una superficie di 0,50 km², tutti occupati da terre.

## Popolazione
Secondo il censimento del 2000, a Pick City vivevano 166 persone, ed erano presenti 51 gruppi familiari. La densità di popolazione era di 377 ab./km². Nel territorio comunale si trovavano 117 unità edificate. Per quanto riguarda la composizione etnica degli abitanti, l'87,35% era bianco, il 3,61% era nativo e il 9,04% apparteneva a due o più razze.
Per quanto riguarda la suddivisione della popolazione in fasce d'età, il 22,3% era al di sotto dei 18, il 6,0% fra i 18 e i 24, il 24,7% fra i 25 e i 44, il 30,7% fra i 45 e i 64, mentre infine il 16,3% era al di sopra dei 65 anni di età. L'età media della popolazione era di 42 anni. Per ogni 100 donne residenti vivevano 100,0 maschi.